# Критерій стійкості Рауса
Крите́рій сті́йкості Ра́уса — один з методів аналізу  лінійної стаціонарної  динамічної системи на стійкість. Поряд з  критерієм Гурвиця (який часто називають критерієм Рауса-Гурвиця) є представником сімейства алгебраїчних критеріїв стійкості, на відміну від частотних критеріїв, таких як критерій стійкості Найквіста. До переваг методу відносяться проста реалізація на ЕОМ, а також простота аналізу для систем невеликого (до 3) порядку.
До недоліків можна віднести ненаглядність методу, по ньому складно судити про ступінь стійкості, про її  запас.

## Формулювання
Метод працює з коефіцієнтами характеристичного рівняння системи. Нехай {\displaystyle W(s)={\frac {Y(s)}{U(s)}}} — передавальна функція системи, а {\displaystyle \ U(s)=0} — характеристичне рівняння системи. Уявимо характеристичний поліном {\displaystyle \ U(s)} у вигляді: {\displaystyle \ U(s)=a_{0}s^{n}+a_{1}s^{n-1}+...+a_{n}}
Критерій Рауса являє собою алгоритм, за яким складається спеціальна таблиця, в якій записуються коефіцієнти характеристичного полінома таким чином, що:
1. в першому рядку записуються коефіцієнти характеристичного рівняння з парними індексами в порядку їх зростання
2. у другому рядку — з непарними
3. інші елементи таблиці визначається за формулою: {\displaystyle \ c_{k,i}=c_{k+1,i-2}-r_{i}\cdot c_{k+1,i-1}}, де {\displaystyle r_{i}={\frac {c_{1,i-2}}{c_{1,i-1}}},i\geq 3} — номер рядка, {\displaystyle \ k} — номер стовпчика
4. число рядків таблиці Рауса на одиницю більше порядку характеристичного рівняння

Таблиця Рауса:
| {\displaystyle \ ri}                             | {\displaystyle \Downarrow i\Longrightarrow k} | 1                                                  | 2                                                  | 3                                                  | 4   |
| -                                                | 1                                             | {\displaystyle \ c_{1,1}=a_{0}}                    | {\displaystyle \ c_{2,1}=a_{2}}                    | {\displaystyle \ c_{3,1}=a_{4}}                    | ... |
| -                                                | 2                                             | {\displaystyle \ c_{1,2}=a_{1}}                    | {\displaystyle \ c_{2,2}=a_{3}}                    | {\displaystyle \ c_{3,2}=a_{5}}                    | ... |
| {\displaystyle r_{3}={\frac {c_{1,1}}{c_{1,2}}}} | 3                                             | {\displaystyle c_{1,3}=c_{2,1}-r_{3}\cdot c_{2,2}} | {\displaystyle c_{2,3}=c_{3,1}-r_{3}\cdot c_{3,2}} | {\displaystyle c_{3,3}=c_{4,1}-r_{3}\cdot c_{4,2}} | ... |
| {\displaystyle r_{4}={\frac {c_{1,2}}{c_{1,3}}}} | 4                                             | {\displaystyle c_{1,4}=c_{2,2}-r_{4}\cdot c_{2,3}} | {\displaystyle c_{2,4}=c_{3,2}-r_{4}\cdot c_{3,3}} | {\displaystyle c_{3,4}=c_{4,2}-r_{4}\cdot c_{4,3}} | ... |
| ...                                              | ...                                           | ...                                                | ...                                                | ...                                                | ... |

Формулювання критерію Рауса:

Для стійкості  лінійної стаціонарної системи необхідно і достатньо, щоб коефіцієнти першого стовпчика таблиці Рауса {\displaystyle \ c_{1,1},c_{1,2},c_{1,3},...} були одного знаку. Якщо це не виконується, то система нестійка.